# Lista odcinków serialu H2O – wystarczy kropla
Poniżej znajduje się lista odcinków australijskiego serialu H2O – wystarczy kropla, stworzonego przez Jonathana M. Shiffa, opowiadającego o niezwykłej przygodzie trzech dziewczyn – Emmie Gilbert (Claire Holt), Cleo Sertori (Phoebe Tonkin) i Rikki Chadwick (Cariba Heine), a później Belli Hartley (Indiana Evans) – które przypadkowo zyskały moc zmieniania się w syreny. Od tamtej pory muszą ukrywać swoją tajemnicę przed światem. Pomagają im w tym zaufani przyjaciele, czyli Lewis McCartney (Angus McLaren) i Will Benjamin (Luke Mitchell).
Powstało 78 odcinków w trzech seriach (+1 specjalny), chociaż początkowo miały być tylko dwie. Serial zyskał dużą popularność, dlatego zdecydowano się na produkcję trzeciej serii. Ostatni odcinek premierowo wyemitowano 16 kwietnia 2010 w Wielkiej Brytanii.

## Przegląd sezonów
| Sezon | Sezon             | Odcinki           | Premierowa emisja Network Ten (serie 1-2)/ Nickelodeon (seria 3) | Premierowa emisja Network Ten (serie 1-2)/ Nickelodeon (seria 3) | Premierowa emisja Jetix (odc. 1-52)/ Disney XD (odc. 53-75)/ Disney Channel (odc. 76-78) | Premierowa emisja Jetix (odc. 1-52)/ Disney XD (odc. 53-75)/ Disney Channel (odc. 76-78) |
| Sezon | Sezon             | Odcinki           | Premiera                                                         | Finał                                                            | Premiera                                                                                 | Finał                                                                                    |
| ----- | ----------------- | ----------------- | ---------------------------------------------------------------- | ---------------------------------------------------------------- | ---------------------------------------------------------------------------------------- | ---------------------------------------------------------------------------------------- |
|       | 1                 | 26                | 7 lipca 2006 (AUS)                                               | 29 grudnia 2006 (AUS)                                            | 8 września 2007                                                                          | 13 października 2007                                                                     |
|       | 2                 | 26                | 28 września 2007 (AUS)                                           | 21 marca 2008 (AUS)                                              | 8 marca 2008                                                                             | 27 września 2008                                                                         |
|       | Odcinek specjalny | Odcinek specjalny | 25 października 2009 (UK)                                        | 25 października 2009 (UK)                                        | wrzesień 2011 (DVD)                                                                      | wrzesień 2011 (DVD)                                                                      |
|       | 3                 | 26                | 26 października 2009 (UK)                                        | 16 kwietnia 2010 (UK)                                            | 27 marca 2010                                                                            | 3 grudnia 2010                                                                           |

## Lista odcinków

### Sezon 1 (2006)
Premierowa emisja odbywała się od 7 lipca do 29 grudnia 2006 roku w Australii, a emisja odbywała się co tydzień. W Polsce sezon pojawił się 8 września na kanale Jetix, a emisja trwała do 13 października 2007 roku. Od 1 marca do 9 marca 2010 roku Disney XD rozpoczął emisję, jednakże odcinki nie były nadawane po kolei. Natomiast 2 stycznia 2012 emisję rozpoczął Disney Channel.
| №  | #  | Tytuł                 | Polski tytuł (pierwsza wersja dubbingu) | Polski tytuł (druga wersja dubbingu)                                    | Reżyseria      | Scenariusz           | Premiera             | Premiera w Polsce    |
| -- | -- | --------------------- | --------------------------------------- | ----------------------------------------------------------------------- | -------------- | -------------------- | -------------------- | -------------------- |
| 1  | 1  | Metamorphosis         | Metamorfoza                             | Metamorfoza                                                             | Colin Budds    | Philip Dalkin        | 7 lipca 2006         | 8 września 2007      |
| 2  | 2  | Pool Party            | Przyjęcie nad basenem                   | Przyjęcie na basenieImpreza nad basenemImpreza na basenie               | Colin Budds    | Deb Cox              | 14 lipca 2006        | 8 września 2007      |
| 3  | 3  | Catch of the Day      | Połów dnia                              | Połów dniaCzy to rekiny?                                                | Colin Budds    | Simon Butters        | 21 lipca 2006        | 9 września 2007      |
| 4  | 4  | Party Girls           | Przyjęcie                               | PrzyjęcieDziewczyny balująBabska Impreza                                | Colin Budds    | Anthony Morris       | 28 lipca 2006        | 9 września 2007      |
| 5  | 5  | Something Fishy       | Konkurs                                 | KonkursPodejrzana sprawaKonkurs kostiumów                               | Colin Budds    | Jo Watson            | 4 sierpnia 2006      | 14 września 2007     |
| 6  | 6  | Young Love            | Młodzieńcza miłość                      | Pierwsza miłośćMłody wielbicielMłodzieńcza miłość                       | Colin Budds    | Sam Carroll          | 11 sierpnia 2006     | 15 września 2007     |
| 7  | 7  | Moon Spell            | Księżycowe zaklęcie                     | Księżycowe zaklęcie                                                     | Colin Budds    | Max Dann             | 18 sierpnia 2006     | 15 września 2007     |
| 8  | 8  | The Denman Affair     | Sprawa Denman                           | Sprawa DenmanProblem z doktor DenmanSprawa Doktor Denman                | Colin Budds    | Chris Annastassiades | 25 sierpnia 2006     | 16 września 2007     |
| 9  | 9  | Dangerous Waters      | Niebezpieczne wody                      | Niebezpieczne wody                                                      | Colin Budds    | Anthony Morris       | 1 września 2006      | 16 września 2007     |
| 10 | 10 | The Camera Never Lies | Kamera nie kłamie                       | Kamera nigdy nie kłamieKamera nie kłamie                                | Colin Budds    | Deb Cox              | 8 września 2006      | 21 września 2007     |
| 11 | 11 | Sink or Swim          | Raz na wodzie, raz pod wodą             | Raz na wodzie, raz pod wodąPłyń lub tońNa wodzie lub pod wodą           | Colin Budds    | Max Dann             | 15 września 2006     | 22 września 2007     |
| 12 | 12 | The Siren Effect      | Efekt Syreny                            | Efekt Syreny                                                            | Colin Budds    | Susan MacGillicuddy  | 22 września 2006     | 22 września 2007     |
| 13 | 13 | Shipwrecked           | Wrak                                    | WrakKatastrofa                                                          | Colin Budds    | Philip Dalkin        | 28 września 2006     | 23 września 2007     |
| 14 | 14 | Surprise!             | Niespodzianka                           | Niespodzianka!Niespodzianka                                             | Jeffrey Walker | Chris Anastassiades  | 6 października 2006  | 23 września 2007     |
| 15 | 15 | The Big Chill         | Powiało chłodem                         | Powiało chłodemWielkie schładzanieZimna jak lód                         | Jeffrey Walker | John Armstrong       | 13 października 2006 | 28 września 2007     |
| 16 | 16 | Lovesick              | Chory z miłości                         | Chory z miłościZakochanyChory z miłości                                 | Jeffrey Walker | Caroline O’Meara     | 20 października 2006 | 29 września 2007     |
| 17 | 17 | Under the Weather     | Choroba                                 | ChorobaDeszczowy dzieńDeszczowa choroba                                 | Jeffrey Walker | Max Dann             | 27 października 2006 | 29 września 2007     |
| 18 | 18 | Bad Moon Rising       | Wschód złego księżyca                   | Wschód złego księżycaPod wpływem księżyca                               | Jeffrey Walker | Sam Carroll          | 3 listopada 2006     | 30 września 2007     |
| 19 | 19 | Hurricane Angela      | Huragan Angela                          | Huragan Angela                                                          | Jeffrey Walker | Anthony Morris       | 10 listopada 2006    | 30 września 2007     |
| 20 | 20 | Hook, Line and Sinker | Przynęta                                | PrzynętaHaczyk, żyłka i zdobyczHaczyk, lina i wabik                     | Jeffrey Walker | Max Dann             | 17 listopada 2006    | 5 października 2007  |
| 21 | 21 | Red Herring           | Fałszywy trop                           | Fałszywy tropCzerwonowłosaMylny trop                                    | Jeffrey Walker | Chris Anastassiades  | 24 listopada 2006    | 6 października 2007  |
| 22 | 22 | Fish Out of Water     | Jak ryba bez wody                       | Jak ryba bez wody                                                       | Jeffrey Walker | Max Dann             | 1 grudnia 2006       | 6 października 2007  |
| 23 | 23 | In Too Deep           | W otchłani                              | W otchłaniNaszyjnikW głębokościach                                      | Jeffrey Walker | Simon Butters        | 8 grudnia 2006       | 7 października 2007  |
| 24 | 24 | Love Potion           | Eliksir miłości                         | Eliksir miłościEliksir miłości nr 9                                     | Jeffrey Walker | Anthony Morris       | 15 grudnia 2006      | 7 października 2007  |
| 25 | 25 | Dr. Danger            | Niebezpieczna doktor                    | Niebezpieczna doktorPowrót kłopotliwej doktor Niebezpieczna Pani Doktor | Jeffrey Walker | Sam Carroll          | 22 grudnia 2006      | 12 października 2007 |
| 26 | 26 | A Twist in the Tail   | Nieoczekiwany zwrot akcji               | Nieoczekiwany zwrot akcjiW pułapceNieoczekiwany zwrot wydarzeń          | Jeffrey Walker | Philip Dalkin        | 29 grudnia 2006      | 13 października 2007 |

### Sezon 2 (2007–2008)
Druga seria pojawiła się 28 września 2007 roku w Australii, a emisja odbywała się co tydzień, kiedy to w Polsce trwała premierowa emisja pierwszej. Drugi sezon został nadany przez Jetix w dwóch turach: pierwsza od 8 marca do 27 marca (odcinki 27-39), a druga od 6 września do 27 września 2008 (odcinki 40-52). Disney XD wyemitował odcinki w czasie od 1 marca do 26 marca 2010, natomiast Disney Channel bezpośrednio po emisji pierwszej serii, której emisja nastąpiła 2 stycznia 2012 roku.
| №  | #  | Tytuł                            | Polski tytuł (pierwsza wersja dubbingu) | Polski tytuł (druga wersja dubbingu)                          | Reżyseria      | Scenariusz          | Premiera             | Premiera w Polsce |
| -- | -- | -------------------------------- | --------------------------------------- | ------------------------------------------------------------- | -------------- | ------------------- | -------------------- | ----------------- |
| 27 | 1  | Stormy Weather                   | Sztormowa pogoda                        | Sztormowa pogodaZbiera się na burzę                           | Jeffrey Walker | Philip Dalkin       | 28 września 2007     | 8 marca 2008      |
| 28 | 2  | Control                          | Kontrola                                | Kontrola                                                      | Jeffrey Walker | Max Dann            | 5 października 2007  | 8 marca 2008      |
| 29 | 3  | The One That Got Away            | Ten, który odszedł                      | Ten, który odszedłTen, który zniknąłTajemniczy chłopak        | Jeffrey Walker | Anthony Morris      | 12 października 2007 | 9 marca 2008      |
| 30 | 4  | Fire and Ice                     | Lód i ogień                             | Lód i ogieńOgień i lód                                        | Jeffrey Walker | Chris Anastassiades | 19 października 2007 | 9 marca 2008      |
| 31 | 5  | Hocus Pocus                      | Hocus Pocus                             | Hocus PocusHocus-pocusHokus Pokus                             | Jeffrey Walker | Kirsty Fisher       | 26 października 2007 | 15 marca 2008     |
| 32 | 6  | Pressure Cooker                  | Kuchenka pod ciśnieniem                 | Kuchenka pod ciśnieniemRobi się gorącoCiśnienie na gotowanie  | Jeffrey Walker | Simon Butters       | 2 listopada 2007     | 15 marca 2008     |
| 33 | 7  | In Hot Water                     | W gorącej wodzie                        | W gorącej wodzieKłopoty w pracy                               | Jeffrey Walker | Joss King           | 9 listopada 2007     | 16 marca 2008     |
| 34 | 8  | Wrong Side of the Tracks         | Na manowcach                            | Na manowcachDaleko od szosyTa gorsza część miasta             | Jeffrey Walker | Sam Carroll         | 16 listopada 2007    | 16 marca 2008     |
| 35 | 9  | Riding for a Fall                | Jazda konna                             | Jazda konna                                                   | Jeffrey Walker | Susan MacGillicuddy | 23 listopada 2007    | 22 marca 2008     |
| 36 | 10 | Missed the Boat                  | Stracona szansa                         | Stracona szansaStracona okazja                                | Jeffrey Walker | Max Dann            | 30 listopada 2007    | 22 marca 2008     |
| 37 | 11 | In Over Our Heads                | Mierz siły na zamiary                   | Mierz siły na zamiaryPodwodne poszukiwaniaPonad siły          | Jeffrey Walker | Anthony Morris      | 7 grudnia 2007       | 23 marca 2008     |
| 38 | 12 | Fish Fever                       | Rybia gorączka                          | Rybia gorączka                                                | Jeffrey Walker | Philip Dalkin       | 14 grudnia 2007      | 23 marca 2008     |
| 39 | 13 | Moonwalker                       | Księżycowy spacer                       | Księżycowy spacerPrzy pełni księżycaSpacer w świetle księżyca | Jeffrey Walker | Chris Roache        | 21 grudnia 2007      | 27 marca 2008     |
| 40 | 14 | Get Off My Tail                  | Zejdź mi z ogona                        | Zejdź mi z ogonaPozory mylą                                   | Colin Budds    | Sam Carroll         | 28 grudnia 2007      | 6 września 2008   |
| 41 | 15 | Irresistible                     | Urok                                    | UrokUrok i czar                                               | Colin Budds    | Chris Anastassiades | 4 stycznia 2008      | 6 września 2008   |
| 42 | 16 | Double Trouble                   | Podwójne kłopoty                        | Podwójne kłopotyW podwójnych opałach                          | Colin Budds    | Simon Butters       | 11 stycznia 2008     | 7 września 2008   |
| 43 | 17 | Moonstruck                       | Magia księżyca                          | Magia księżyca                                                | Colin Budds    | Philip Dalkin       | 18 stycznia 2008     | 7 września 2008   |
| 44 | 18 | The Heat is On                   | Gorąca konfrontacja                     | Gorąca konfrontacjaGorący pojedynek                           | Colin Budds    | Philip Dalkin       | 25 stycznia 2008     | 13 września 2008  |
| 45 | 19 | The Gracie Code (Part 1)         | Kod Gracie (Część 1)                    | Kod Gracie (część 1)Kod Gracie: część 1Kod: Gracie cz. 1      | Colin Budds    | Max Dann            | 1 lutego 2008        | 13 września 2008  |
| 46 | 20 | The Gracie Code (Part 2)         | Kod Gracie (Część 2)                    | Kod Gracie (część 2)Kod Gracie: część 2Kod: Gracie cz. 2      | Colin Budds    | Anthony Morris      | 8 lutego 2008        | 14 września 2008  |
| 47 | 21 | And Then There Were Four         | Ta czwarta                              | Ta czwarta                                                    | Colin Budds    | Susan MacGillicuddy | 15 lutego 2008       | 14 września 2008  |
| 48 | 22 | Bubble, Bubble, Toil and Trouble | Problemy i ciężka praca                 | Problemy i ciężka pracaNowa i kłopotyWrzątek i lód            | Colin Budds    | Sam Carroll         | 22 lutego 2008       | 20 września 2008  |
| 49 | 23 | Reckless                         | Nieostrożna                             | NieostrożnaNiepokorni                                         | Colin Budds    | Max Dann            | 29 lutego 2008       | 20 września 2008  |
| 50 | 24 | Three’s Company                  | Cztery to już tłum                      | Cztery to już tłumO jedną za dużo                             | Colin Budds    | Sam Carroll         | 7 marca 2008         | 21 września 2008  |
| 51 | 25 | Sea Change                       | Zmiana                                  | ZmianaOdmiana                                                 | Colin Budds    | Robert Armin        | 14 marca 2008        | 21 września 2008  |
| 52 | 26 | Unfathomable                     | Niepojęte                               | NiepojęteNie do pojęcia                                       | Colin Budds    | Chris Roache        | 21 marca 2008        | 27 września 2008  |

### Sezon 3 (2009–2010)
Premiera trzeciej serii nastąpiła, nie jak to miało miejsce podczas emisji poprzednich sezonów w Australii, lecz w Wielkiej Brytanii. Emisja rozpoczęła się 26 października 2009 i trwała do 16 kwietnia 2010 roku. Odcinki nie były jednak emitowane co tygodniowo, lecz niekiedy nawet jeden na dzień przez kilka dni, lub dwa dziennie. W dniu przed premierą, serię poprzedzono emisją specjalnego odcinka, opowiadającego o produkcji trzeciej serii.
27 marca 2010 roku w Polsce stacja Disney XD wyemitowała pilot trzeciej serii, mimo iż wcześniej zapowiedziała premierę na 5 kwietnia. Premierową emisję zakończono 25 czerwca 2010 nie emitując trzech ostatnich odcinków, które nigdy na tym kanale nie zostały wyświetlone. Natomiast Disney Channel rozpoczął emisję 1 września 2010, a ostatnie odcinki (pominięte przez Disney XD) wyemitował 3 grudnia 2010 roku.
Emisja w Australii rozpoczęła się 22 maja i zakończyła 13 listopada 2010 roku.
| №  | #  | Tytuł                     | Polski tytuł (obie wersje dubbingu) | Reżyseria      | Scenariusz       | Premiera             | Premiera w Polsce |
| -- | -- | ------------------------- | ----------------------------------- | -------------- | ---------------- | -------------------- | ----------------- |
| 53 | 1  | The Awakening             | Przebudzenie                        | Jeffrey Walker | Joss King        | 26 października 2009 | 27 marca 2010     |
| 54 | 2  | Jungle Hunt               | Misja w dżungli                     | Jeffrey Walker | Anthony Morris   | 27 października 2009 | 6 kwietnia 2010   |
| 55 | 3  | Keep Your Enemies Close   | Nie igraj z losem                   | Jeffrey Walker | Sam Carroll      | 28 października 2009 | 7 kwietnia 2010   |
| 56 | 4  | Valentine's Day           | Walentynki                          | Jeffrey Walker | Simon Butters    | 29 października 2009 | 12 kwietnia 2010  |
| 57 | 5  | Big Ideas                 | Wspaniałe pomysły                   | Jeffrey Walker | Philip Dalkin    | 30 października 2009 | 13 kwietnia 2010  |
| 58 | 6  | Secrets & Lies            | Sekrety i kłamstwa                  | Jeffrey Walker | Simon Butters    | 2 listopada 2009     | 19 kwietnia 2010  |
| 59 | 7  | Happy Families            | Rodzinne szczęście                  | Jeffrey Walker | Max Dann         | 3 listopada 2009     | 20 kwietnia 2010  |
| 60 | 8  | Kidnapped                 | Porwanie                            | Jeffrey Walker | Chris Roache     | 4 listopada 2009     | 6 maja 2010       |
| 61 | 9  | The Sorcerer’s Apprentice | Uczennica Czarnoksiężnika           | Jeffrey Walker | Philip Dalkin    | 5 listopada 2009     | 7 maja 2010       |
| 62 | 10 | Reveal                    | Ujawniony sekret                    | Jeffrey Walker | Sam Carroll      | 6 listopada 2009     | 13 maja 2010      |
| 63 | 11 | Just a Girl at Heart      | Dobra kumpela                       | Jeffrey Walker | Anthony Morris   | 18 stycznia 2010     | 14 maja 2010      |
| 64 | 12 | Crime & Punishment        | Zbrodnia i kara                     | Jeffrey Walker | Max Dann         | 19 stycznia 2010     | 20 maja 2010      |
| 65 | 13 | To Have & To Hold Back    | Życiowe decyzje                     | Jeffrey Walker | Simon Butters    | 21 stycznia 2010     | 21 maja 2010      |
| 66 | 14 | Mermaid Magic             | Podwodna magia                      | Colin Budds    | Anthony Morris   | 22 lutego 2010       | 27 maja 2010      |
| 67 | 15 | Power Play                | Koncert                             | Colin Budds    | Anthony Morris   | 23 lutego 2010       | 28 maja 2010      |
| 68 | 16 | The Dark Side             | Nieznana siła                       | Colin Budds    | Sam Carroll      | 24 lutego 2010       | 3 czerwca 2010    |
| 69 | 17 | A Magnetic Attraction     | Magnetyczna zagadka                 | Colin Budds    | Sam Carroll      | 25 lutego 2010       | 4 czerwca 2010    |
| 70 | 18 | Into the Light            | W stronę światła                    | Colin Budds    | Sam Carroll      | 12 kwietnia 2010     | 10 czerwca 2010   |
| 71 | 19 | Breakaway                 | Zerwanie                            | Colin Budds    | Anthony Morris   | 13 kwietnia 2010     | 11 czerwca 2010   |
| 72 | 20 | Queen for a Day           | Wielka pani kierownik               | Colin Budds    | Samantha Strauss | 13 kwietnia 2010     | 17 czerwca 2010   |
| 73 | 21 | The Jewel Thief           | Złodzieje klejnotów                 | Colin Budds    | Simon Butters    | 14 kwietnia 2010     | 18 czerwca 2010   |
| 74 | 22 | Mako Masters              | Poskromienie macki                  | Colin Budds    | Philip Dalkin    | 14 kwietnia 2010     | 24 czerwca 2010   |
| 75 | 23 | Beach Party               | Impreza                             | Colin Budds    | Anthony Morris   | 15 kwietnia 2010     | 25 czerwca 2010   |
| 76 | 24 | Too Close For Comfort     | Niebezpiecznie blisko               | Colin Budds    | Chris Roache     | 15 kwietnia 2010     | 3 grudnia 2010    |
| 77 | 25 | A Date With Destiny       | Randka z przeznaczeniem             | Colin Budds    | Robert Armin     | 16 kwietnia 2010     | 3 grudnia 2010    |
| 78 | 26 | Graduation                | Dyplom                              | Colin Budds    | Joss King        | 16 kwietnia 2010     | 3 grudnia 2010    |

### Odcinek specjalny (2009)
25 października 2009 roku w Wielkiej Brytanii, dzień przed rozpoczęciem premierowej emisji trzeciego sezonu, został wyemitowany specjalny odcinek pokazujący pracę na planie trzeciej serii serialu. W odcinku można zobaczyć wywiady z aktorami oraz przygotowanie rekwizytów na plan. Odcinek ten wyemitowano również w maju 2010 roku w Niemczech z niemieckim dubbingiem. W Polsce można było kupić płytę z odcinkiem (w wersji z lektorem), który ukazał się we wrześniu 2011, jako dodatek w numerze magazynu H2O.
| №  | Tytuł                             | Polski tytuł                                                | Premiera             | Premiera w Polsce                             | Premiera w Polsce |
| -- | --------------------------------- | ----------------------------------------------------------- | -------------------- | --------------------------------------------- | ----------------- |
| S1 | H2O: Behind The Scenes (Season 3) | Tajemnice planu filmowego. Narodziny magii, trików i syren! | 25 października 2009 | wrzesień 2011 (DVD) 24 kwietnia 2020 (online) |                   |

## Filmy emitowane w Polsce
W Stanach Zjednoczonych w emisji telewizyjnej znalazły się, podobnie jak w Polsce i Australii, 2 filmy z połączenia dwóch odcinków. Dzięki temu powstały dwa godzinne filmy: H2O: Metamorfoza (ang. H2O: Metamorphosis) oraz H2O: Wpływ księżyca (ang. H2O: Exposed). W centralnej Europie w ramach stacji Jetix wyemitowano dwa 70 minutowe filmy telewizyjne składające się z po 3 odcinków drugiego sezonu serialu: H2O - wystarczy kropla: Była ich czwórka (ang. H2O: Just Add Water: And Then There Were Four) oraz H2O - wystarczy kropla: Zakończenie (ang. H2O: Just Add Water: Finale).
W latach 2007–2008 na kanale Jetix były emitowane pasma „Kino Jetix”, w których z połączenia odcinków kilku seriali były nadawane krótkie filmy. Również wtedy można było zobaczyć dłuższe wersje serialu H2O.
Oficjalnie w Australii wyemitowano telewizyjną wersję serialu, jednak składającą się tylko z odcinków pierwszej serii. W Polsce prawa do serialu otrzymała Telewizja Puls, która wyemitowała 3 filmy składające się z różnych scen odcinków odpowiedniego sezonu. Filmy nie były dubbingowane, a wyemitowane w wersji z lektorem. Dodatkowo w tej wersji nazwa „Wyspy Mako” została zmieniona na „Wyspę Ostronosów”, mimo iż w polskim dubbingu została zachowana pierwotna.
| F1 | H2O: Just Add Water: The Movie | H2O – wystarczy kropla                | 8 czerwca 2007 | 24 marca 2012   |
| Ten film powstał w sposób połączenia niektórych scen z następujących odcinków pierwszej serii serialu: Metamorfoza, Przyjęcie nad basenem, Połów dnia, Przyjęcie, Chory z miłości, Efekt syreny i Sprawa Denman.                                                                  |                                |                                       |                |                 |
| F2 | H2O: Just Add Water 2          | H2O – wystarczy kropla. Nowa przyjaźń | brak danych    | 31 marca 2012   |
| Film powstał w sposób połączenia niektórych scen z następujących odcinków drugiej serii serialu: Sztormowa pogoda, Kontrola, Ten, który odszedł, Stracona szansa, Zejdź mi z ogona, Ta czwarta, Problemy i ciężka praca, Zmiana i Niepojęte.                                      |                                |                                       |                |                 |
| F3 | H2O: Just Add Water 3          | H2O – wystarczy kropla. Przemiana     | brak danych    | 7 kwietnia 2012 |
| Film powstał w sposób połączenia niektórych scen z następujących odcinków trzeciej serii serialu: Przebudzenie, Misja w dżungli, Ujawniony sekret, Podwodna magia, Nieznana siła, W stronę światła, Złodzieje klejnotów, Poskromienie macki, Randka z przeznaczeniem oraz Dyplom. |                                |                                       |                |                 |

## Spin-off
W lipcu 2011 potwierdzono spin-off H2O, którego produkcja ruszyła 8 maja 2012 roku, a zakończyła się 12 października tego samego roku. Praca na planie drugiej serii rozpoczęła się w styczniu 2014 roku, a jej premiera odbyła się 13 lutego 2015 roku. Serial został zatytułowany Mako Mermaids: Syreny z Mako. Światowa premiera odbyła się 26 lipca 2013 roku w Australii. W Polsce pilot serialu został wyemitowany 31 grudnia 2013 roku na kanale Disney Channel, a premiera kolejnych odcinków odbywała się od 16 lutego 2014.